# Banco Modal
Banco Modal é um banco de investimentos brasileiro, pertencente ao Grupo XP, com sede no município do Rio de Janeiro, estado do Rio de Janeiro, Brasil. A instituição atua no mercado de ativos com operações de conta-corrente, crédito e investimentos. Trabalha com médios e pequenos investidores sobretudo através de sua plataforma digital Modalmais.

## História

### Fundação
A instituição foi fundada em setembro de 1995 no município do Rio de Janeiro. Em 2001, uma filial foi aberta em São Paulo, e em outubro de 2004, foi criado o Grupo Modal com atuação na gestão de ativos e private equity. Em 2011, abriu uma agência nas Ilhas Cayman e em 2014, iniciou joint venture com a Macquarie e a estatal chinesa China Communications Construction Company.

### Modalmais
Em 2015, o Banco Modal adquire a Safdié DTVM e cria a plataforma digital de investimentos ModalMais. Em 2018, a plataforma digital de investimentos Modalmais se torna um dos pioneiros do segmento no Brasil. No primeiro semestre de 2019 tinha 553 mil clientes ativos entre renda fixa e renda variável, mais de R$ 3 bilhões em volume de negócios na B3 e mais de 27 milhões de contratos na BM&F. Os ativos sob custódia atingiram o patamar de R$2,7 bilhões na B3.
Em 2020, a Credit Suisse fechou acordo para compra de 35% da participação do Banco Modal na ModalMais.
Em 2021, abriu capital através de oferta pública inicial na B3.

### Compra pela XP
Em 2022, a XP Inc. comprou 100% da Modal através de uma troca de ações, a um preço de mercado de R$3 bilhões, deixando os sócios da Modal com 3,37% do capital da XP.